# Ayman Azhil
Ayman Azhil (Düsseldorf, 10 aprile 2001) è un calciatore tedesco naturalizzato marocchino, centrocampista del Borussia Dortmund II.

## Caratteristiche tecniche
È un centrocampista difensivo.

## Carriera
Cresciuto nel settore giovanile del Bayer Leverkusen, nel 2020 è stato ceduto in prestito all'RKC Waalwijk, dove ha fatto il suo esordio fra i professionisti giocando l'incontro di Eredivisie vinto 1-0 contro l'Heracles Almelo.

## Statistiche

### Presenze e reti nei club
Statistiche aggiornate al 14 maggio 2023
| Stagione            | Squadra             | Campionato          | Campionato | Campionato | Coppe nazionali | Coppe nazionali | Coppe nazionali | Coppe continentali | Coppe continentali | Coppe continentali | Altre coppe | Altre coppe | Altre coppe | Totale | Totale | Totale |
| Stagione            | Squadra             | Comp                | Pres       | Reti       | Comp            | Pres            | Reti            | Comp               | Pres               | Reti               | Comp        | Pres        | Reti        | Pres   | Reti   |        |
| ------------------- | ------------------- | ------------------- | ---------- | ---------- | --------------- | --------------- | --------------- | ------------------ | ------------------ | ------------------ | ----------- | ----------- | ----------- | ------ | ------ | ------ |
| 2020-2021           | RKC Waalwijk        | ED                  | 22         | 0          | CO              | 1               | 0               |                    | -                  | -                  |             | -           | -           | 23     | 0      |        |
| 2021-2022           | RKC Waalwijk        | ED                  | 28         | 0          | CO              | 4               | 0               |                    | -                  | -                  |             | -           | -           | 32     | 0      |        |
| Totale RKC Waalwijk | Totale RKC Waalwijk | Totale RKC Waalwijk | 50         | 0          |                 | 5               | 0               |                    | 0                  | 0                  |             | 0           | 0           | 55     | 0      |        |
| 2022-2023           | Bayer Leverkusen    | BL                  | 1          | 0          | CG              | 0               | 0               | UCL+UEL            | 0+0                | 0+0                |             |             |             | 1      | 0      |        |
| Totale carriera     | Totale carriera     | Totale carriera     | 4          | 0          |                 | 1               | 0               |                    | 0                  | 0                  |             | 0           | 0           | 56     | 0      |        |